# Septo uterino
El septo uterino es un tipo de malformación congénita donde la cavidad uterina está dividida por un septo longitudinal, mientras que el exterior del útero no presenta alteraciones. La división en forma de cuña puede afectar solo la parte superior de la cavidad, lo que da como resultado un septo incompleto o septo parcial; o bien, con menos frecuencia, la longitud total de la cavidad (septo completo) y el cuello uterino, lo que da como resultado un cuello uterino doble. También es posible que el septo se prolongue hacia la vagina en sentido caudal, dando lugar a una «vagina doble».

## Síntomas
Es posible que la persona afectada desconozca que padece esta condición y que no le ocasione ningún problema reproductivo, por lo que podrían producirse embarazos normales. También existen casos más graves en los que se ha registrado un alto índice de infertilidad. Sin embargo, se asocia con un mayor riesgo de aborto espontáneo, parto prematuro y mala presentación. De acuerdo con el estudio clásico de Buttram, existe un 60 % de riesgo de aborto espontáneo, más común en el segundo trimestre que en el primero. Sin embargo, no existe consenso sobre este dato, y otros estudios sugieren un riesgo menor. Woelfer descubrió que el riesgo de aborto espontáneo es más pronunciado en el primer trimestre.
La condición también se asocia con anomalías del sistema renal. Además, se asocia a anomalías esqueléticas.

## Causas
El útero se forma durante la embriogénesis por la fusión de los dos conductos de Müller. Durante esta fusión, un proceso de resorción elimina el tabique, o septo, entre los dos conductos para crear una cavidad única. Este proceso comienza en sentido caudal y avanza en sentido craneal, por lo que la formación de un septo completo corresponde a una alteración de esta absorción en una fase más temprana que la forma parcial. Se desconocen las causas de la absorción parcial.

## Diagnóstico
Con un examen pélvico puede detectarse una doble vagina o un cérvix doble, que debería investigarse en mayor profundidad, y que a su vez permitiría detectar un septo uterino. Sin embargo, en la mayoría de las pacientes, el examen pélvico no presenta alteraciones. Las investigaciones generalmente se solicitan sobre la base de problemas reproductivos. 
Las técnicas útiles para investigar un septo son la ultrasonografía transvaginal y la sonohisterografía, así como la resonancia magnética y la histeroscopia. Más recientemente, la ultrasonografía tridimensional se ha recomendado como un excelente método no invasivo para delinear la afección. Antes de las imágenes modernas, la histerosalpingografía se usaba para ayudar a diagnosticar el septo uterino; sin embargo, un útero bicorne puede generar una imagen similar. Una categoría importante de útero septado es el tipo híbrido, una variante que puede ser mal diagnosticada como útero bicorne cuando se ve por laparoscopia.

## Tratamiento
Un septo puede extirparse con cirugía. La extracción histeroscópica de un septo uterino es generalmente el método recomendado, ya que son intervenciones poco complicadas y seguras si se realizan por personal experto. Un estudio de imágenes de seguimiento debe demostrar la extracción del septo. La metroplastia de tijera fría táctil se describió como una técnica suplementaria para los desafíos histeroscópicos en los que hay interferencias para una visualización adecuada de la anatomía o la distensión uterina.
No se considera necesario retirar un septo que no haya causado problemas, sobre todo en mujeres que no se plantean un embarazo. Existe controversia sobre si se debe retirar un septo profilácticamente para reducir el riesgo de pérdida del embarazo antes de un embarazo o un tratamiento de infertilidad.

## Diagnóstico diferencial
Es necesario tener en cuenta otras formas de malformación uterina en el estudio del útero septo. Un útero arcuato presenta un tabique craneal residual de menor tamaño que un tabique parcial, pero las definiciones entre ambas afecciones no están estandarizadas, lo que es causa de discrepancias entre los diferentes estudios.
Un útero bicorne puede confundirse con un útero septo, ya que en ambas ocasiones la cavidad está dividida. Sin embargo, en la primera situación, el cuerpo uterino está duplicado en sentido craneal (dos cuernos uterinos), mientras que en la segunda existe un solo cuerpo uterino. El primero constituye una malformación de fusión incompleta del sistema mülleriano y el segundo de absorción incompleta. Es posible que una histerosalpingografía no pueda establecer la diferencia entre ambas afecciones. No obstante, es importante diferenciarlas, ya que un tabique puede corregirse mediante histeroscopia, mientras que un útero bicorne se corregiría mediante una metroplastia por laparotomía, si fuera necesario.

## Prevalencia
La mayoría de los estudios se basan en grupos de mujeres que han experimentado un aborto y, por lo tanto, no analizan la cuestión de la prevalencia en la población general. En un estudio de cribado, realizado por Woelfer y otros autores, en mujeres sin historial de problemas reproductivos, se observó que alrededor del 3 % de las mujeres presentaban septo uterino; la anomalía más común en su estudio fue un útero arqueado (5 %), mientras que se encontró que el 0,5 % tenía un útero bicorne. Por otro lado, en aproximadamente el 15 % de las pacientes con pérdida recurrente del embarazo se cree que la causa son los problemas anatómicos, entre los que el útero septo es el más frecuente.